# Чаруков
Чару́ков (укр. Чаруків) — село в Городищенской сельской общине Луцкого района Волынской области Украины.
Код КОАТУУ — 0722886801. Население по переписи 2024 года составляет 1164 человека. Почтовый индекс — 45653. Телефонный код — 332. Занимает площадь 0,341 км².